# Lo Pòrt de Boc
Lo Pòrt de Boc (nom occità; en francès Port-de-Bouc) és un municipi francès situat al departament de les Boques del Roine i a la regió de Provença – Alps – Costa Blava. L'any 1999 tenia 16.686 habitants.

## Demografia
| Evolució de la població |      |      |      |      |      |      |      |      |
| 1793                    | 1800 | 1806 | 1821 | 1831 | 1836 | 1841 | 1846 | 1851 |
| -                       | -    | -    | -    | -    | -    | -    | -    | -    |

| 1856 | 1861 | 1866  | 1872 | 1876 | 1881  | 1886  | 1891  | 1896  |
| ---- | ---- | ----- | ---- | ---- | ----- | ----- | ----- | ----- |
| -    | -    | 1 379 | 995  | 929  | 1 473 | 1 442 | 1 479 | 1 300 |

| 1901  | 1906  | 1911  | 1921  | 1926  | 1931  | 1936  | 1946  | 1954  |
| ----- | ----- | ----- | ----- | ----- | ----- | ----- | ----- | ----- |
| 2 239 | 2 602 | 3 437 | 4 141 | 4 385 | 5 695 | 6 163 | 6 625 | 8 551 |

| 1962   | 1968   | 1975   | 1982   | 1990   | 1999   | 2006 | 2011 | 2016 |
| ------ | ------ | ------ | ------ | ------ | ------ | ---- | ---- | ---- |
| 12 510 | 14 080 | 21 424 | 20 106 | 18 786 | 16 686 | -    | -    | -    |

| 2019 | - | - | - | - | - | - | - | - |
| ---- | - | - | - | - | - | - | - | - |
| -    | - | - | - | - | - | - | - | - |

## Administració
| Període   | Identitat          | Partit |
| --------- | ------------------ | ------ |
| 1941-1944 | Jules Crétinon     | PCF    |
| 1944-1990 | René Rieubon       | PCF    |
| 1990-2005 | Michel Vaxès       | PCF    |
| 2005-     | Patricia Fernandez | PCF    |